# Montieli csata
A montieli csatát 1369. március 14-én vívták a kasztíliai trónviszály résztvevői, I. Péter kasztíliai király és trónkövetelő féltestvére, Henrik, Trastámara grófja. Péter elveszítette korábbi támogatóit, az angolokat, míg Henriket továbbra is segítették a franciák. A csatát a trónkövetelő serege nyerte. Péter megölte elődjét és megszerezte a koronát.

## Előzmények
I. Pétert féltestvére, Henrik, Trastámara grófja 1366-ban elkergette. Az uralkodó elmenekült Kasztíliából, és a Fekete Herceg Bordeaux-i udvarában keresett menedéket és segítséget. Az angolok 1367 februárjában elindultak Aquitaniából, majd a Roncesvalles-hágón átkeltek a Pireneusokon. A franciák által támogatott Henrik Nájera közelében táborozott, és ott ütközött meg Eduárd seregével. Az ütközetet I. Péter és Eduárd nyerte. A Fekete Herceg ezután Burgosba vonult, és Pétert Kasztília királyának nyilvánította.
Henrik a vesztes csata után újabb kísérletet tett a korona megszerzésére, és ismét V. Károly francia királyhoz fordult segítségért. 1369 januárjában meg is érkezett Kasztíliában Bertrand du Guesclin és Arnoul d'Audrehem. Péter hiába kért segítséget az angoloktól, visszautasították, mert elégedetlenek voltak korábbi támogatásuk ellentételezésével, így csak a Granadai Emírségtől kapott külföldi segítséget.

## Az ütközet
Henrik és szövetségesei 36 ezer lándzsást gyűjtöttek össze Orgaznál az év elején. Péter Sevillából észak felé indult seregével, amelyben 4500 muzulmán katona (1500 lovas és 3000 gyalogos) is volt. Hosszú menetelés után katonái egy részét Montielnél állította fel, a többieket pedig takarmánygyűjtésre küldte. Március 13-án éjszaka a tábor parancsnoka jelentette a királynak, hogy fáklyákat láttak, ami az ellenség közeledését jelentheti. Az uralkodó nem törődött az információval, és másnap reggel kiderült, hogy Henrik emberei egész éjszaka meneteltek, és teljesen körbevették. I. Péter seregei a támadás után meginogtak, és menekülni kezdtek, így a franciák által támogatott trónkövetelő könnyű győzelmet aratott.

## Következmények
I. Péter a montieli erődbe menekült, amely rossz állapota és gyenge felszereltsége miatt alkalmatlan volt egy hosszabb ostrom visszaverésére. A király ezért tárgyalásokat kezdett Guesclinnel, hogy megvásárolja szabadságát. A francia parancsnok először visszautasította az ajánlatot, de később megváltoztatta véleményét, és gazdag ellentételezésért hajlandónak mutatkozott a király kimenekítésére. Március 23-án mégis átadta az uralkodót Henriknek, aki megölte féltestvérét. Henrik ezután elfoglalta a trónt.